# Freigericht-West
Der See Freigericht-West, auch Großkrotzenburger See oder Westsee genannt, ist ein Baggersee bei Großkrotzenburg im Main-Kinzig-Kreis und Kahl am Main im Landkreis Aschaffenburg. Durch den See verläuft die Landesgrenze zwischen Hessen und Bayern.

## Beschreibung
Freigericht-West ist der drittgrößte See im Main-Kinzig-Kreis und liegt zwischen Großkrotzenburg und Kahl. Er ist der Westsee der beiden Freigerichtseen. Die Staatsstraße 3308 (früher Bundesstraße 8) trennt ihn vom See Freigericht-Ost (Ostsee). Der gut 19 ha große See gehört zur Kahler Seenplatte. Der größere Teil, ungefähr 13 Hektar der Wasserfläche, liegt auf hessischem Gebiet. Vor dem Beginn der Baggerarbeiten befand sich am heutigen Platz des Sees ein versumpftes Gebiet, durch das der Weihergraben in Richtung Schifflache verlief.
Der See entstand aus einem Braunkohletagebau, der „Grube Freigericht-West“, die von 1925 bis 1940 in Betrieb war. Die Gruben „West“ und „Ost“ vergrößerten sich, so dass aus beiden eine große zusammenhängende Grube wurde. Die enorme Grundwasserabsenkung schadete auch dem angrenzenden Moor Schifflache. Als der Abbau der vorhandenen Braunkohle unwirtschaftlich geworden war, stellte man die Förderung ein und überließ die Grube Freigericht ihrem Schicksal. Da das einströmende Grundwasser nicht mehr abgepumpt wurde, füllte sich die Anlage in 2 Jahren vollständig mit Wasser. Zur Renaturierung wurde ein Überlauf zur Schifflache geschaffen, der aber in den darauffolgenden Jahren einen Defekt erlitt. Wie für ehemalige Gruben nicht ungewöhnlich, fallen die Ufer sehr steil ab. Auch heute noch sind die beiden Freigerichtseen durch ein Rohr unterirdisch miteinander verbunden. 1959 wurde das Strandbad „Spessartblick“ eröffnet.